# Филенино
Филенино — деревня в городском округе Шаховская Московской области.

## Население
| 1859 | 1926 | 2002 | 2006 | 2010 |
| ---- | ---- | ---- | ---- | ---- |
| 135  | ↗186 | ↘6   | ↘4   | ↗9   |

## География
Деревня расположена в южной части округа, примерно в 12 км к югу от райцентра Шаховская, на левом берегу малой речки Жаровни (правый приток Рузы), высота центра над уровнем моря 215 м. Ближайшие населённые пункты — Романцево на противоположном берегу реки и Мерклово в 3 км на юг.

## Исторические сведения
В 1769 году Филенина — деревня Хованского стана Волоколамского уезда Московской губернии в составе большого владения коллежского советника Владимира Федоровича Шереметева. В деревне 5 дворов и 29 душ.
В середине XIX века деревня Филенино относилась к 1-му стану Волоколамского уезда и принадлежало тайному советнику Владимиру Михайловичу Прокоповичу-Антонскому. В деревне было 23 двора, крестьян 62 души мужского пола и 65 душ женского.
В «Списке населённых мест» 1862 года — владельческая деревня 1-го стана Волоколамского уезда Московской губернии по правую сторону Московского тракта, шедшего от границы Зубцовского уезда на город Волоколамск, в 37 верстах от уездного города, при речке Жаровне, с 12 дворами и 135 жителями (63 мужчины, 72 женщины).
По данным на 1890 год входила в состав Серединской волости, число душ мужского пола составляло 58 человек.
В 1913 году — 23 двора.
По материалам Всесоюзной переписи населения 1926 года — деревня Романцевского сельсовета, проживало 186 человек (80 мужчин, 106 женщин), насчитывалось 39 крестьянских хозяйств.
С 1929 года — населённый пункт в составе Шаховского района Московской области.
1994—2006 гг. — деревня Серединского сельского округа Шаховского района.
2006—2015 гг. — деревня сельского поселения Серединское Шаховского района.
2015 г. — н. в. — деревня городского округа Шаховская Московской области.